# 世嘉土星
世嘉土星（多簡稱為SS、SAT），中文又通稱土星或沙騰，是日本電子遊戲商世嘉於1994年11月在日本、1995年5月在北美、1995年7月在歐洲發行的32位元次世代家用遊戲機，前代主機為Mega Drive。主機名「世嘉土星」源自於世嘉土星為世嘉發行的第六部主機，故取名為對應的太陽系第六顆行星——土星。繼任主機為Dreamcast。
世嘉土星的開發始於1992年，當時世嘉甫推出劃時代的3D街機主板SEGA Model-1。世嘉土星採用雙中央處理器架構，主機內含有兩顆日本電子公司日立製造的SH-2 32位元精簡指令集（RISC）處理器；世嘉土星原先在設計上只有一顆圖形處理器VDP1，但為抗衡競爭對手索尼推出的家用遊戲機PlayStation而加入另一圖形處理器VDP2，使VDP1得以專注處理3D圖形運算。
世嘉土星雖然在日本獲得成功，但是在北美地區的發售由於操之過急，導致第三方遊戲開發商沒有時間為其開發遊戲，因此在3D運算技術更為先進、遊戲陣容更為豐富的PlayStation及任天堂64的影響下，世嘉土星之市佔率不斷流失；世嘉自家招牌遊戲《音速小子》系列最新遊戲開發中止一事，也對世嘉土星造成不小的打擊。最終世嘉土星於2000年全面停售，世嘉公司也因其後繼主機Dreamcast的失敗，而於隔年退出家用遊戲機硬體市場。世嘉土星在其生命週期中僅售出了926萬部，以商業角度來看並不成功。
儘管有著《飛天幽夢》、《飛龍騎士》系列及《VR快打》系列等遊戲，世嘉土星仍因其硬體架構過於複雜、第三方遊戲陣容不足及世嘉本身之商業決策錯誤而遭到抨擊。

## 歷史

### 背景
Mega Drive（在北美地區稱為SEGA Genesis）於1988年發售，銷售量達3075萬部，是世嘉歷年來最成功的主機。1990年，時任日本世嘉總裁兼執行長中山隼雄提拔湯姆·卡林斯基為美國世嘉總裁兼執行長。卡林斯基提出了四點計畫，以提升主機銷量：降低主機價格、加強廣告宣傳、美國在地化、將《音速小子》同捆主機銷售。日本世嘉高層起初否決此計畫，但中山隼雄認為計畫可行，並表示：「你是美國世嘉的總裁兼執行長，所以想做什麼就去做吧。」結果計畫奏效，《音速小子》叫好又叫座，主機在北美的銷售量甚至一度領先競爭對手超級任天堂。不過，為其開發的配件Mega-CD則銷量不佳。
同時，世嘉也於街機遊戲領域獲得成功。1992年，世嘉推出劃時代的街機主板SEGA Model-1，並先後搭載由SEGA AM2部門開發的《VR賽車》及《VR快打》，首度大規模運用3D多邊形技術。《VR快打》不僅是第一款真正的3D格鬥遊戲，還因其容易上手的操作方法及不同於傳統2D格鬥遊戲連擊系統的角色戰略系統設計而大受好評。世嘉也移植了部分街機遊戲至家用遊戲機，如《VR賽車》（移植至Mega Drive）等，最後促成了Super 32X配件的產生。

### 開發
世嘉土星的開發始於1992年。據時任世嘉專案經理岡村秀樹表示，主機名「世嘉土星」原先為主機之開發代號，其名取自於世嘉土星為世嘉發行的第六部主機，故取名為對應的太陽系第六顆行星土星，不過後來成為了主機正式名稱。
1993年，世嘉與日本電子公司日立合作，為世嘉土星開發全新的中央處理器，即為後來的SH-2精簡指令集（RISC）處理器。世嘉土星採用了罕見的雙處理器架構，據時任世嘉土星概念企劃人濱田和宏表示：「我們之所以會選用日立的SH-2，是因為其高效能及低成本。SH-2擁有類似於數位訊號處理器（DSP）的演算架構，不過後來我們發現單一晶片的效能無法達到對3D運算的要求。」世嘉土星的設計於1993年底大致完成，不過在聽聞競爭對手索尼即將推出的全新家用遊戲機PlayStation擁有的3D運算能力後，世嘉決定為世嘉土星再加入一個圖形處理器（即VDP2），使VDP1得以專注處理3D圖形運算。原先世嘉打算同時發行採用CD-ROM及採用ROM卡帶兩種版本的主機，不過由於卡帶遊戲成本過高、儲存空間不足而放棄了卡帶版本。
世嘉土星的架構引發世嘉高層論戰。據湯姆·卡林斯基表示，美國世嘉對世嘉土星採用雙中央處理器及圖形處理器的架構頗有微詞，「不斷反對決議」。不過，卡林斯基仍在公開場合為世嘉土星的設計辯護：「我們期望將街機遊戲帶到家用遊戲機上，並試圖開發足以實現願景的架構，成果即是雙處理器設計。」卡林斯基曾企圖找尋其他圖形處理器替代品，並與視算科技締結合作協議，不過最後遭世嘉總部駁回，視算科技則改與任天堂合作開發其次世代主機，即後來的任天堂64。卡林斯基還曾一度與日本索尼電子出版的歐拉夫·歐拉弗森及美國索尼的米基·舒爾霍夫（Micky Schulhof）計畫開發「世嘉/索尼聯合主機」，但是由於雙方對硬體的考量分歧而破局。
1993年，日本世嘉調整內部人員組織，希望為世嘉土星的發售做好準備。為了確保世嘉土星擁有高品質的3D遊戲，日本世嘉將部分街機部門人員轉為負責開發家用遊戲機遊戲。許多部門於此時成立，如開發《飛龍騎士》的AM6部門。
1994年初，世嘉開始為Mega Drive開發新配件，名為Super 32X，使玩家能以較低的價格體驗32位元電子遊戲。此決議由中山隼雄提出，並受到美國世嘉高層的支持。據時任美國世嘉開發人員斯卡特·貝利斯（Scot Bayless）表示，中山隼雄擔心若世嘉土星的發售日期過晚，使硬體發售出現空窗期，可能使世嘉的市占率遭到雅達利當時甫推出的雅達利Jaguar侵蝕。不過後來世嘉土星的開發時程符合進度，因此，美國世嘉決定在推出世嘉土星的同時，讓Super 32X作為配件，同時也是32位元主機的入門款發售。據時任美國世嘉研發部門負責人喬·米勒（Joe Miller）表示，由於32X的硬體架構大致與世嘉土星相同，研發32X能使開發人員熟悉世嘉土星的硬體架構。分別由日本及美國主導的兩部主機於同一時間研發及發行的情況，使得當時的日本世嘉總部及美國世嘉情況緊張。

### 發售

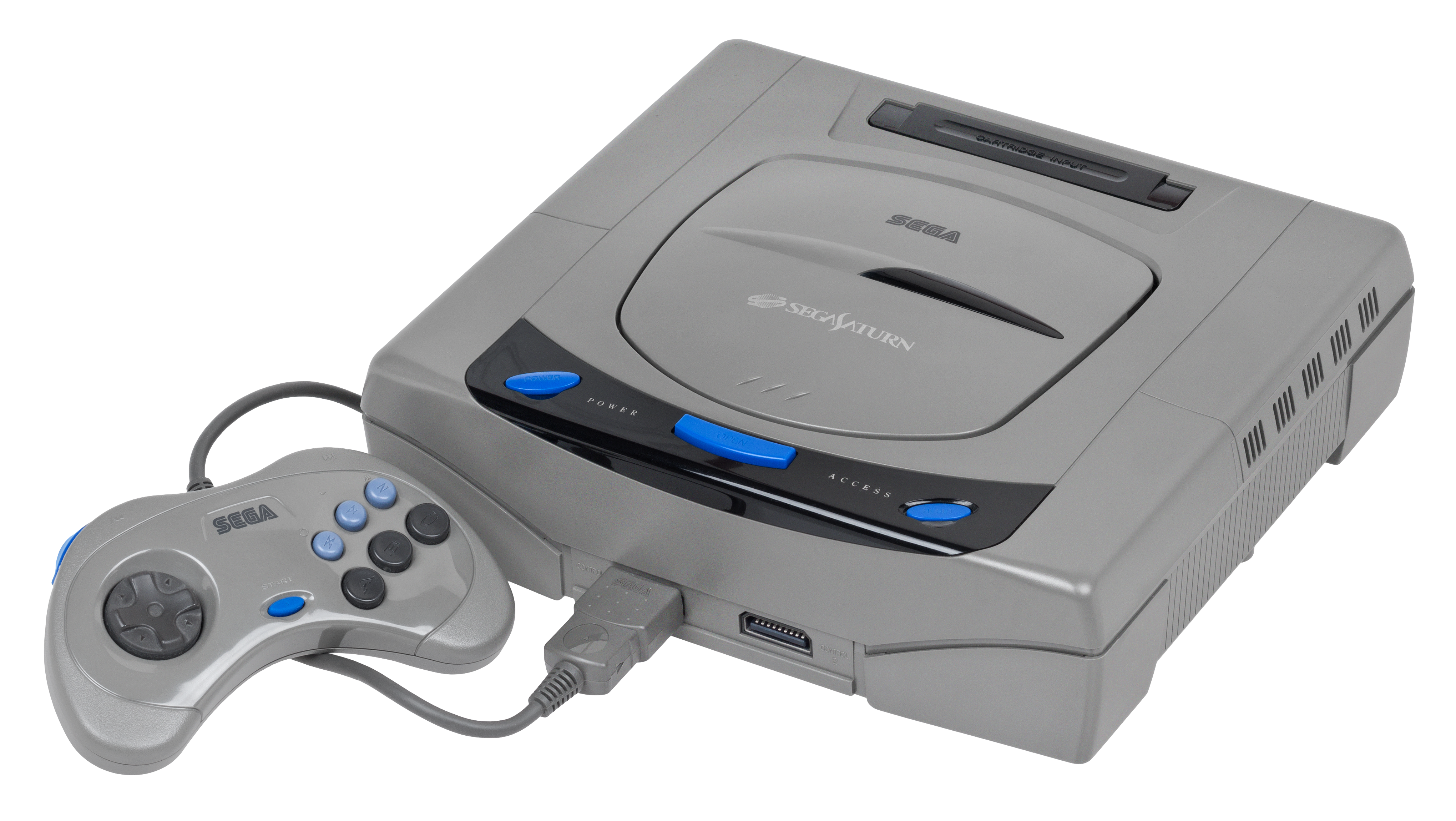
1994年推出的日版世嘉土星初始機型

1994年11月22日，世嘉土星於日本首發，售價為44800日圓。《VR快打》移植版作為世嘉土星的首發遊戲，於發售初期銷量幾乎與主機不相上下，間接促成主機在日本的成功。由於《VR快打》的成功，日本世嘉預先準備的20萬部世嘉土星庫存銷售一空。至1994年底，世嘉土星銷售量達50萬部，超越PlayStation的30萬部，並於1995年中達到一百萬部銷量。Super 32X則於1994年11月發售，售價為世嘉土星的一半。不過，32X的銷量在聖誕節旺季後即一蹶不振。雖然世嘉一度領先，但是索尼以低廉的授權費用、優質的開發工具及更有彈性的銷售節奏，吸引了大量第三方廠商，使PlayStation的市佔率逐漸超越世嘉土星。

美版世嘉土星標誌

1995年3月，美國世嘉宣布世嘉土星將於該年9月2日星期六（即日本的土曜日）發售。不過，世嘉總部為與索尼抗衡，決議提早發售主機。1995年5月11日，第一屆E3於洛杉磯舉辦。卡林斯基於發佈會中介紹世嘉土星，宣布其售價為399美元，並與《VR快打》同捆。然後卡林斯基便突然表示，由於「消費者高度的期待及需求」，世嘉已準備鋪貨3萬部世嘉土星至玩具反斗城、Babbage's、電子精品及Software Etc.等零售商。其他零售商如沃爾瑪及百思買因為未在名單中而不滿，KB Toys甚至隨後將世嘉產品自其銷售列表中刪除。之後索尼在宣布其主機PlayStation的價格時，其執行長史提夫·賴斯（Steve Race）僅說了一句話：「299美元。」即下台，現場掌聲不斷。在歐洲，世嘉土星也比原本的預定日期提前，於1995年7月8日發售，售價為399.99英鎊。由於發售時間出乎意料，歐洲地區的零售商和媒體沒有時間用於宣傳，因此打擊了世嘉土星的銷量。在PlayStation於9月發售後，其銷量立刻超越了世嘉土星。
美國世嘉花費了超過5億美元的費用，於包括電視廣告及《連線》、《花花公子》等平面雜誌上宣傳世嘉土星。與前代主機SEGA Genesis的廣告相比，世嘉土星的廣告更加注重成年及專業玩家。由於提早發售，世嘉土星的北美首發遊戲只有《VR快打》等6款，全部由世嘉自家製作，大多數的第三方遊戲都預計在世嘉土星原本的上市日期，即9月初時發行。由於《VR快打》在北美人氣不高，再加上遊戲發行周期過長，抵銷了世嘉土星提早上市所帶來的好處。在PlayStation於9月發售後，其銷量立刻超越了世嘉土星五個月的銷售總和，第一波的10萬部庫存全數完售。
PlayStation初期的成功主要歸於由南夢宮推出的《實感賽車》街機移植版。相較於世嘉的《Daytona USA》街機移植版，《實感賽車》的移植品質高出許多。身為在街機市場的最大競爭對手，南夢宮同時也依據PlayStation的硬體架構，推出街機主板Namco System 11。儘管在技術上不如世嘉的SEGA Model-2，但是其較Model-2低廉的成本吸引了大量小型街機商。1994年，南夢宮挖角了大量《VR快打》的開發人員後，推出3D格鬥遊戲《鐵拳》。在前《VR快打》的設計者石井精一的主導下，《鐵拳》在各方面都超越了《VR快打》，幀率為《VR快打》的兩倍、貼圖也更細緻。Playstation版本的《鐵拳》近乎完美的移植了街機原作，並成為首款銷量超過一百萬的PlayStation遊戲。1995年10月，世嘉將世嘉土星的售價降為299美元。同時，世嘉也將大量SEGA Model-2街機遊戲移植至世嘉土星，至1995年底已有《世嘉冠軍拉力賽車》、《VR戰警》及提升幀率至《鐵拳》等級的《VR快打2》等，其品質也普遍超越Playstation版本。雖然世嘉土星的銷量因此而增加，但已無法挽回Playstation的決定性優勢。至1996年，PlayStation已有世嘉土星數倍的遊戲陣容。1996年6月，世嘉土星新機型於日本發售，售價較初始機型降為199美元。為此，在1996年E3上，索尼也將PlayStation的售價降為199美元。儘管雙方皆持續進行價格戰，但是由於世嘉土星主機硬體製程複雜，成本不易壓低，使世嘉相對損失更大。

### 世嘉的鉅變
1990年代中葉，雖然次世代主機如世嘉土星及PlayStation已經上市，但是成本相對較低的16位元家用遊戲機仍有一定市場；1995年，16位元家用遊戲機仍占整體遊戲機市場銷售量的64%。由於日本世嘉低估了其16位元家用遊戲機Mega Drive/SEGA Genesis的市場潛力，並無近一步投資，因而錯失獲利機會：僅1995年一年，美國世嘉就售出了2百萬部SEGA Genesis，占了整體遊戲機市場獲利的43%。中山隼雄因Mega Drive在日本的銷量不佳，便決定將研發重心轉移至世嘉土星的決定，是導致世嘉錯失16位元家用遊戲機市場剩餘獲利潛力的主要因素之一。
由於與日本世嘉總部的長期分歧，湯姆·卡林斯基逐漸喪失對世嘉的信心。至1996年初，已有謠傳卡林斯基決定離職，甚至有日本世嘉總部決定對其美國分公司進行大規模人事調動的消息。1996年7月16日，世嘉宣布，前本田董事入交昭一郎獲任命為美國世嘉總裁兼執行長，而卡林斯基將在當年9月30日之後離開世嘉。日本世嘉還宣布其聯合創始人大衛·羅森和現任總裁中山隼雄都將辭去現任職位，但兩人仍會留在公司中（中山隼雄並續任日本世嘉執行長）。同時，前美國索尼電腦娛樂執行長伯尼·斯托拉爾獲任命為美國世嘉負責產品研發和第三方遊戲開發者關係的執行副總裁。斯托拉爾擁有豐富的交涉經驗，在索尼時曾與開發格鬥遊戲《真人快打3》的中途遊戲訂下3年的獨佔協議，並拉近了與藝電的關係，世嘉視其為重大人才，賦予重大期望。
斯托拉爾認為世嘉土星的硬體設計過於複雜，不對世嘉土星抱有期待，還曾在1997年的E3上公開表示：「（世嘉）土星不是我們的未來。」儘管如此，為了公司的整體戰略，斯托拉爾仍持續試圖為世嘉土星推出高品質遊戲，並表示：「為了消費者的利益，即使要（世嘉）土星退場也得慢慢地來。」在索尼時，斯托拉爾曾決議將部分日本限定的PlayStation遊戲為美國本土化；在成為世嘉高層後，斯托拉爾也延續此銷售策略。同時，世嘉也逐漸轉移至較為溫和的企業定位，將部分過於激進的廣告去除，並更加注重教育相關產業。
在日本世嘉的戰略規劃下，部分街機部門人員轉為負責開發世嘉土星的獨佔遊戲。AM2部門在負責人鈴木裕的領導下，專為世嘉土星開發獨佔遊戲。其中一款原先具有《VR快打》人物及故事背景的角色扮演遊戲，經過多次演變增改，成為了一款大型開放世界遊戲，鈴木裕視其為世嘉土星的殺手級遊戲。此遊戲最終仍無法趕上世嘉土星的生命週期，後來定名為《莎木》，並於世嘉土星的後繼主機Dreamcast上發行，成為一代名作。

### 《音速小子X-Treme》開發中止

《音速小子X-Treme》遊戲截圖

由於音速小子系列的主要開發者Sonic Team正專注於《飛天幽夢》的開發，因此日本世嘉將開發全新3D音速小子遊戲，即《音速小子X-Treme》（Sonic X-Treme）的任務交給了位於美國的世嘉技術開發研究所。在開發Super 32X版本失敗後，開發人員決定將《音速小子X-Treme》的目標發行平臺移至世嘉土星。《音速小子X-Treme》將以魚眼鏡頭的形式顯示關卡，在角色移動的時候關卡也會隨之旋轉。遊戲的開發過程極為艱辛：在日本世嘉高層決定更換遊戲引擎後，開發人員被迫重新修改遊戲；為了趕上1996年底的完工期限，開發人員日以繼夜的工作，每日的工作時數甚至達到了16至20小時；雪上加霜的是，原已緩慢的開發進度還因為日本世嘉最終因為授權問題取消了開發人員對遊戲引擎的存取權而付之一炬。最後在主要開發人員奧弗·阿龍（Ofer Alon）離職、克里斯·森（Chris Senn）及克里斯·柯芬（Chris Coffin）等人接連病倒後，《音速小子X-Treme》於1997年初中止開發。之後Sonic Team雖一度計畫為世嘉土星開發3D音速小子遊戲，不過由於世嘉土星銷售的頹勢而將研發重點轉往下一代主機Dreamcast。
輿論多對《音速小子X-Treme》開發中止表示遺憾。GamesRadar的大衛·霍頓（David Houghton）認為世嘉土星擁有優質3D音速小子遊戲與否的重要性「在某種方面上與恐龍滅絕與否相當」；IGN的塔維斯·法斯（Tavis Fahs）稱《音速小子X-Treme》為「音速小子系列、世嘉的32位元電子遊戲機，以及世嘉本身情勢的轉捩點」；在世嘉土星生命週期期間經營粉絲向網站的戴夫·西卓科（Dave Zdyrko）則表示：「我不知道《音速小子X-Treme》能不能真的拯救世嘉土星的頹勢，但是明明音速小子系列在Genesis時代一直是主機銷量的關鍵要素，為什麼世嘉沒有在世嘉土星發售前就準備好一款幾乎保證可以大幅提升買氣的音速小子遊戲呢？」在2007年的一次訪談中，《音速小子X-Treme》的製作人麥克·沃利斯（Mike Wallis）表示遊戲「絕對有與《超級瑪利歐64》一拼的實力」 ；不過《Next Generation》於1996年底的報導中稱《音速小子X-Treme》品質可能無法與當時市面上的其他遊戲媲美，並表示如果遊戲貿然發售將損害世嘉的商譽；中裕司並表示在聽聞《音速小子X-Treme》開發中止後覺得放心，因為「遊戲品質以我的角度來看並不如預期」。

### 停產
雖然自1993年起，世嘉的獲利開始隨著整體電子遊戲產業的趨勢下滑，但是仍相對維持在領導地位。1996年初時，世嘉仍占有北美家用遊戲機市場的38%，領先對手任天堂的30%及索尼的24%。但是，PlayStation和世嘉土星的差距愈加明顯：1995年底時，索尼在北美市場已售出80萬部PlayStation，是世嘉同時間售出之世嘉土星數量的2倍之多；同時，Mega Drive/SEGA Genesis的銷量也開始銳減。至1996年底，索尼總計在北美市場已售出290萬部PlayStation，大幅超越世嘉售出的120萬部世嘉土星。儘管雙方皆持續進行價格戰，但是由於世嘉土星主機硬體製程複雜，成本不易壓低，使世嘉赤字日益嚴重。
1996年6月，任天堂的次世代主機任天堂64發布，其飛躍性的3D運算效能，使世嘉土星原本已搖搖欲墜的銷量急轉直下。1997年初，史克威爾在PlayStation平臺上發行《最終幻想VII》，獲得極大成功，更對世嘉土星造成毀滅性的打擊。1997年，索尼在北美市場售出的PlayStation主機數量已達世嘉售出之世嘉土星數量的3倍之多。此時，索尼已占有北美家用遊戲機市場額的47%，超越了任天堂的40%及世嘉的僅僅12%，無論是降低售價還是推出任何新遊戲都已經不能扭轉世嘉土星的劣勢。由於世嘉土星在北美地區的表現不佳，美國世嘉在1997年下半年資遣了60名員工。
由於公司財務狀況惡化，中山隼雄於1998年1月辭去日本世嘉總裁。1998年3月，由於獲利不斷下降，日本世嘉自1988年在東京證券交易所上市以來，第一次遭受合併財務損失，公司合併淨虧損達356億日圓。同時，美國世嘉宣布世嘉土星將退出北美家用遊戲機市場，以專注於其繼任者，即Dreamcast的研發。1998年，在北美僅有12款世嘉土星遊戲推出（包括最後一款官方發行的遊戲《魔法騎士雷阿斯》），相較於1996年的116款大幅縮減。日本及歐洲地區的支援及服務則延續至2000年。1998年11月，世嘉土星的後繼主機Dreamcast於日本首發。2007年，日本世嘉完全中止世嘉土星的維修服務。
世嘉土星在日本銷量約575萬部、北美銷量約180萬部、歐洲銷量約100萬部、其他地區銷量約53萬部，總計約926萬部，自商業角度來看是失敗的。世嘉土星的失敗有著諸多緣由，其中最重要的是世嘉自身商業布局的失誤：在北美地區的發售由於操之過急，發售時間比原先預定早了四個月，導致第三方遊戲開發商沒有時間製作遊戲、零售商沒有時間宣傳，世嘉與零售商之間的關係因此惡化；再加上任天堂開發次世代主機的時程過於緩慢，最終造成索尼的PlayStation成功獲得領先地位。

## 硬體

### 技術規格

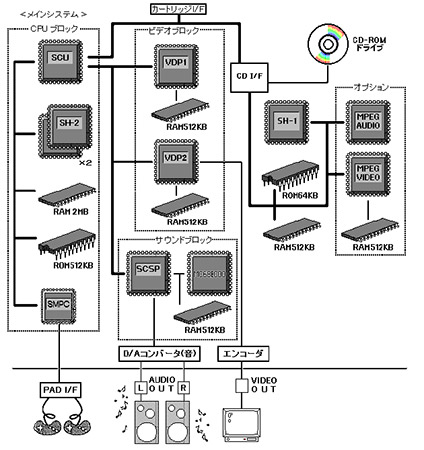
世嘉土星的硬體連接概略圖

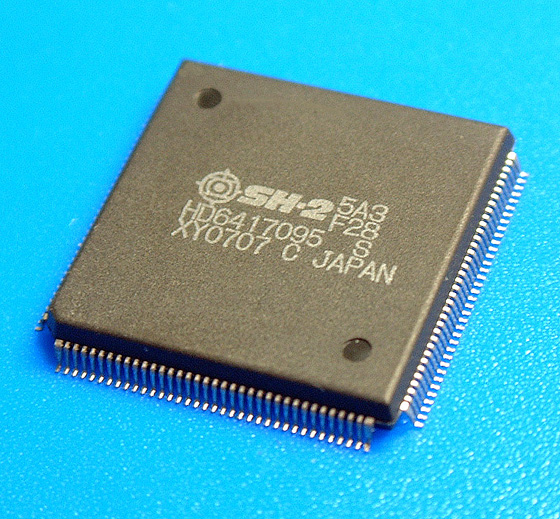
日立 SH-2 中央處理器（客製版）
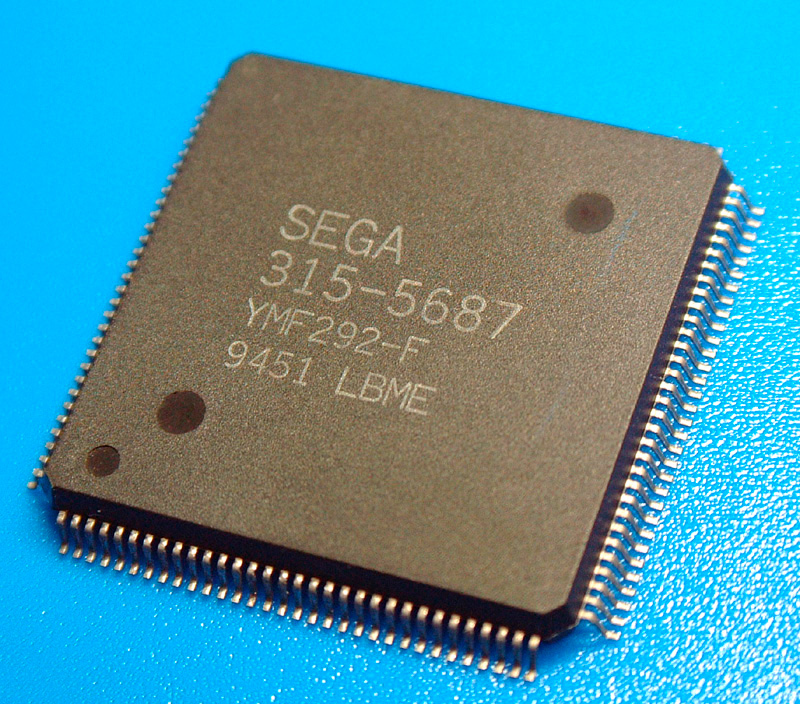
山葉 YMF292 音效處理器（客製版）
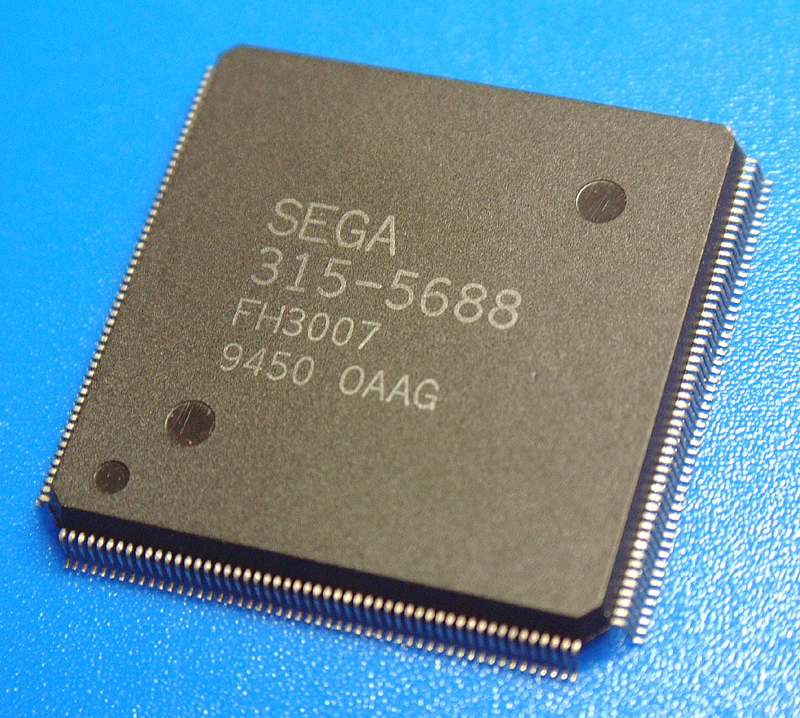
世嘉 FH3007 系統控制器
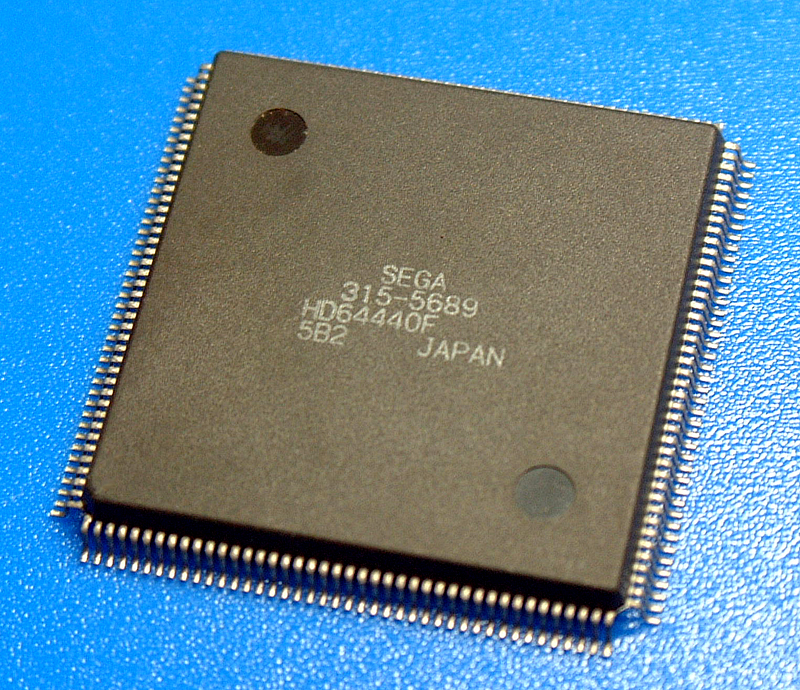
世嘉 VDP1 圖形處理器
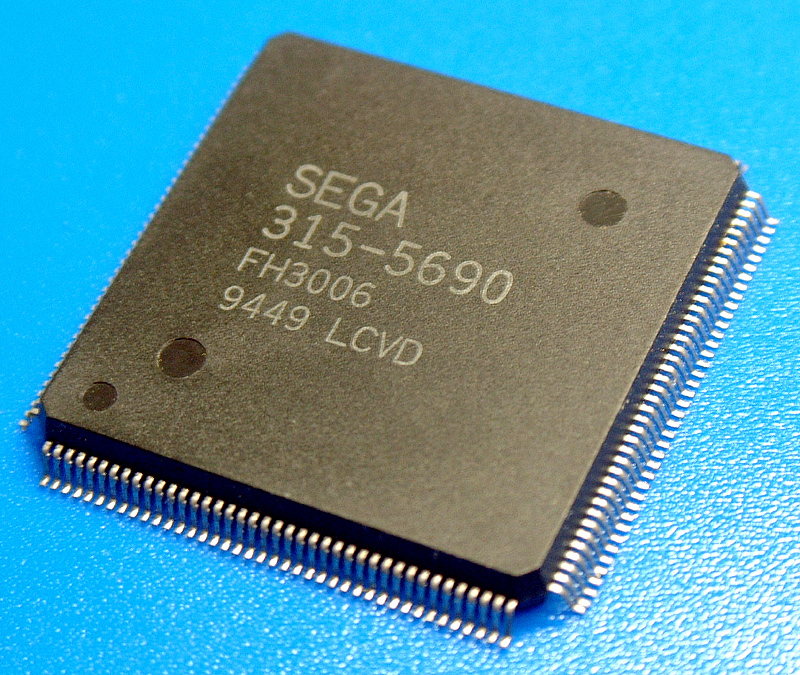
世嘉 VDP2 圖形處理器

世嘉土星主機之長、寬、高分別為260公釐×230公釐×83公釐（10.2英寸×9.1英寸×3.3英寸）。
世嘉土星採用雙中央處理器（CPU）設計，主機內含有兩顆由日立製造的SH-2精簡指令集（RISC）32位元微處理器，快取為4KB，每秒指令數（IPS）可達2500萬次，同時世嘉還特別將處理器頻率由20MHz超頻為28.6MHz，以符合主機實際運算需求。
SH-2處理器採用了當時最先進的乘法器（multiplier）技術，使世嘉土星能實現更精確快速的幾何圖形演算。不過由於世嘉土星的兩顆SH-2處理器是使用同一匯流排存取記憶體，因此在協同運算的時候容易造成混亂；雖然世嘉土星具備一定的多元處理機能，能透過匯流排仲裁（Bus Arbitration）機能協調部分處理器運算，但是因為其複雜的硬體架構，使得開發遊戲仍十分困難，加上世嘉土星遊戲開發使用的程式語言為較困難的組合語言，世嘉也沒有提供完整的函數庫，造成大部分遊戲仍只使用單顆處理器進行運算，另一顆處理器則多只用於處理雜務。另外，世嘉還在世嘉土星的光碟機中加入了一顆日立的SH-1微處理器作為輔助，以加快讀取速度。由於世嘉土星內部處理器繁多、運算架構複雜，因此世嘉引入自製的FH3007系統控制器（SCU），透過其數位訊號處理及直接記憶體存取等機能管理及協調眾多處理器元件。
世嘉土星預設以AV端子輸出訊號，幀率最高可達每秒60幀，解析度為320×224（最高可達704×480）。世嘉土星以24位元真彩發色，同時發色數最高為1677萬色。世嘉土星擁有兩顆圖形處理器（GPU）（官方稱之為視訊顯示處理器（Video Display Processor，VDP）），分別為主要負責繪製精靈圖（sprite）、貼圖（texture）及多邊形的VDP1（Video Display Processor 1）及主要負責繪製背景圖層（background）的VDP2（Video Display Processor 2）。另外，世嘉土星擁有三顆也具有幾何運算能力的數位訊號處理器（DSP），兩顆嵌入於中央處理器中，一顆則嵌入於系統控制器中。
VDP1主要負責主要負責繪製精靈圖、貼圖及多邊形等高動態物件。身為次世代主機，世嘉土星擁有大幅超越16位元遊戲機的2D圖形運算能力，除了一般的擴大縮小、扭曲、變形、半透明、陰影等特殊顯示效果之外，還具備將2D精靈圖賦予3D座標變形處理，藉以繪製以四邊形為基礎單位之多邊形的機能，每秒最多可繪製500,000個多邊形、渲染100,000個多邊形。
世嘉土星並不是一部以3D繪圖為出發點的主機：世嘉土星原先只有一顆圖形處理器VDP1，但在開發過程中，為加強3D圖形運算能力，藉此與索尼即將推出的全新家用遊戲機PlayStation抗衡，而加入另一圖形處理器VDP2，使VDP1得以專注處理3D圖形運算。VDP2主要負責繪製背景圖層，不過有時候也會分擔部分的前景運算工作。VDP2可同時顯示最多5層圖層，並支援擴大縮小、扭曲、變形、半透明、陰影等特殊顯示效果，還可以將VDP1繪製的畫面作為單一圖層合成至訊框緩衝器（frame buffer）進一步調整，其強大的性能使世嘉土星能近乎完美的移植街機遊戲。
世嘉土星以摩托羅拉的客製版摩托羅拉68000微處理器為音效控制器（SCU），頻率為11.3MHz；音效處理器（SPU）本身則採用山葉的客製版YMF292處理器，並搭載專用的音訊數位訊號處理器FH1，頻率為22.6MHz，可使用頻率調變（FM，8個頻道）及脈波編碼調變（PCM，24個頻道），共計32個音訊頻道生成聲音，取樣率最高可達44.1KHz。

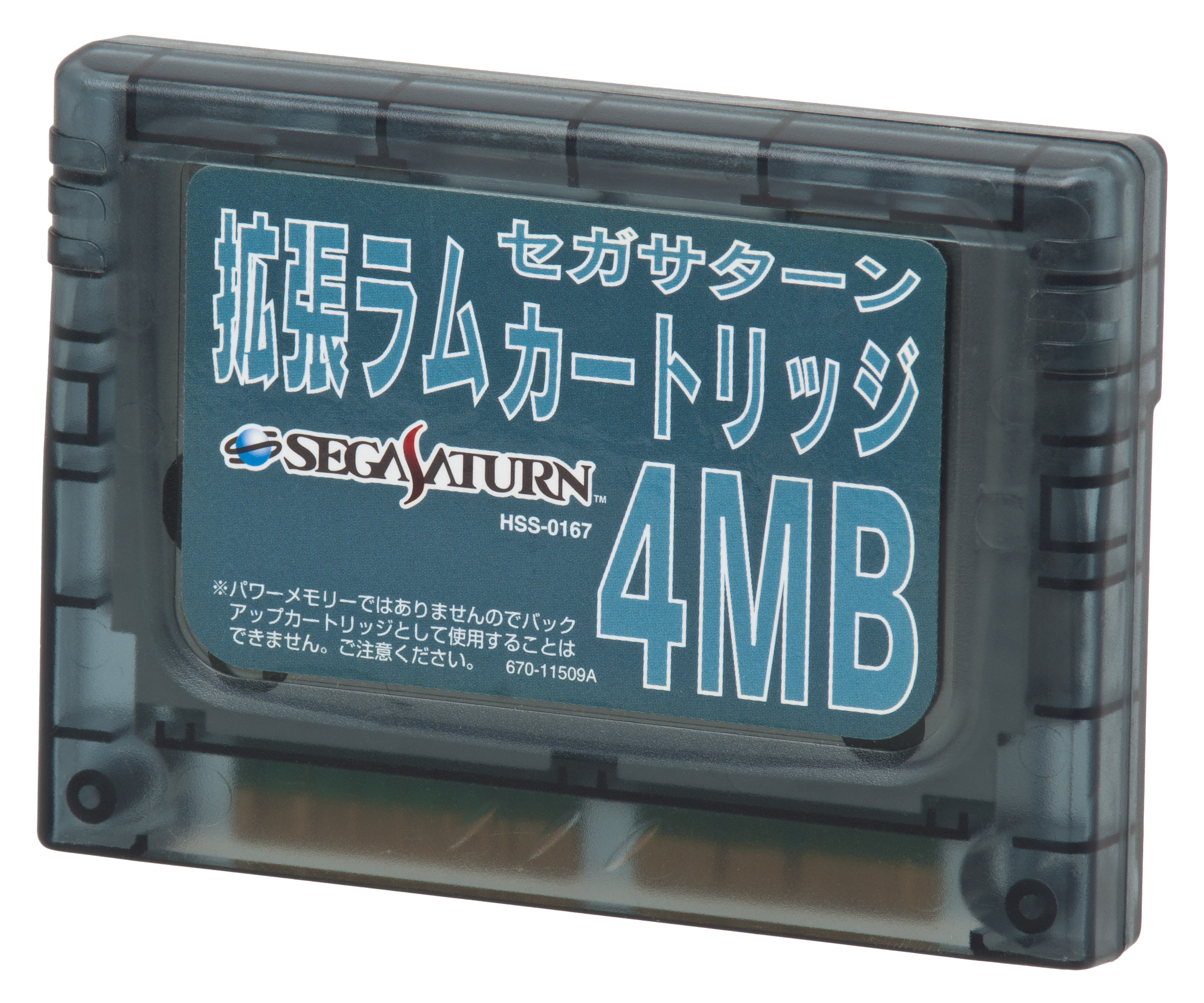
外接配件「擴充記憶體卡」，能增加主機可用之隨機存取記憶體

世嘉土星擁有約2MB（16Mbit）的主記憶體、約1.5MB（12Mbit）的視訊隨機存取記憶體（VRAM）、約32KB（256Kbit）的緊急備份用記憶體及CD-ROM與音效用記憶體各約512KB（4Mbit），共計約4.5MB（36Mbit），各自獨立運作，並透過系統控制器協調分配。主記憶體前半由同步動態隨機存取記憶體（SDRAM）構成，主要負責遊戲本體數據及視訊畫面輸出等需要較快速度的工作；後半則由速度較慢的動態隨機存取記憶體（DRAM）構成，此部分可透過將外接配件「擴充記憶體卡」（拡張ラムカートリッジ，分為1MB版及4MB版，HSS-0150/HSS-0167）插入主機的卡帶插槽擴充。由於用以控制記憶體的SH-2處理器本身的機能限制，最多可擴充4.5MB（36Mbit），使主機記憶體最大可用容量增加至9MB（72Mbit）。此外，世嘉土星主機上方有一個同步動態隨機存取記憶體（SDRAM）插槽，用以擴充記憶體，提升主機運算速度。由於用以控制記憶體存取的SH-2處理器本身的機能限制，世嘉土星之記憶體最多只能擴充4MB（32Mbit）。原先世嘉打算同時發行採用CD-ROM及採用ROM卡帶兩種版本的主機，不過由於卡帶遊戲成本過高、儲存空間不足而放棄了卡帶版本。
世嘉土星使用雙倍速的CD-ROM光碟機，並以日立的SH-1微處理器輔助，以加快讀取速度；光碟本身之容量為540MB。另外，為了防止盜版，在遊戲光碟的最外層加入了特殊讀寫層「世嘉土星環」為防盜版機制。由於為CD-ROM配置了專用記憶體，世嘉土星在運行同一款遊戲時，通常較競爭對手PlayStation流暢，畫面中斷或延遲的情形也幾乎不會出現。

### 機型

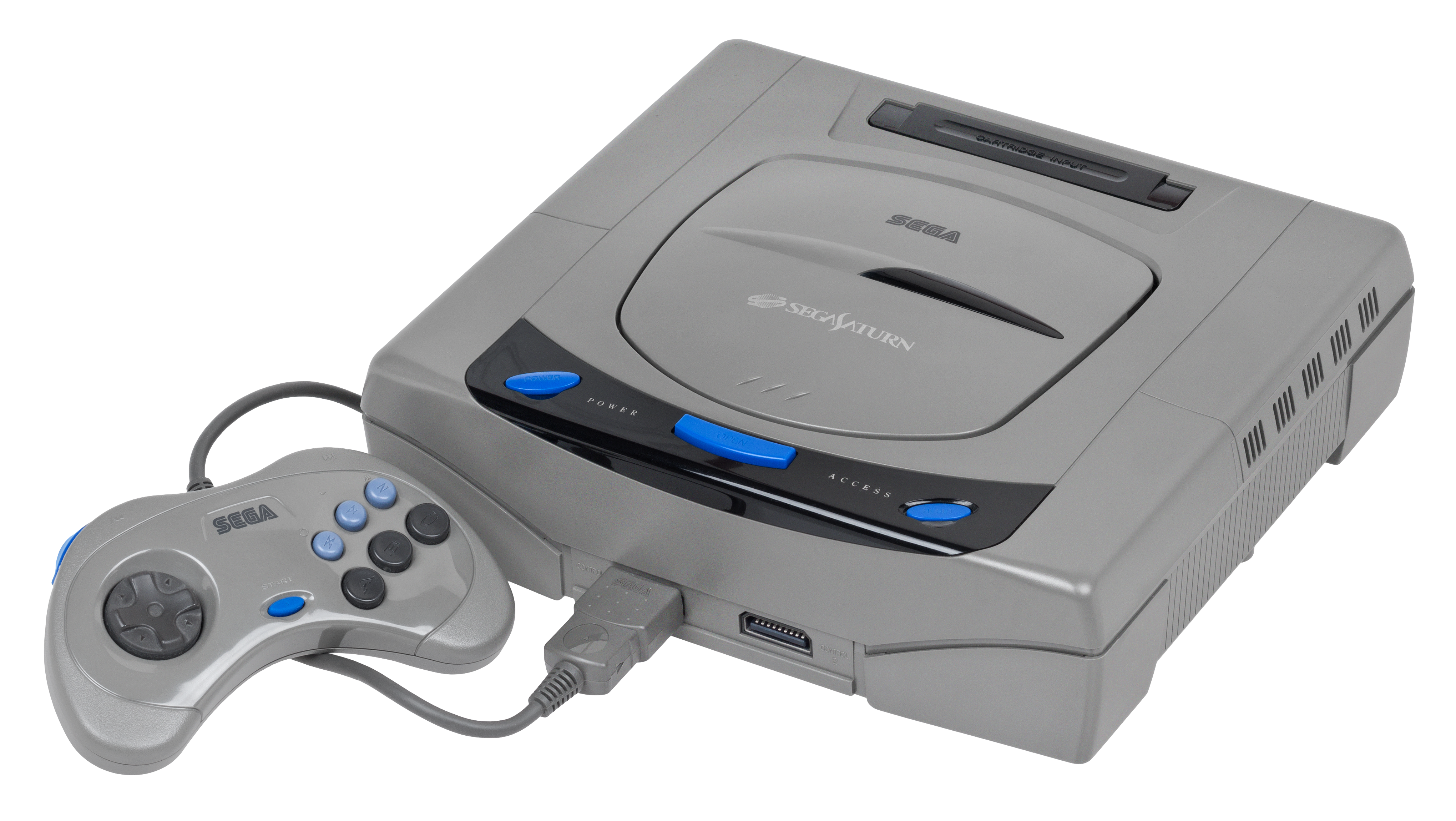
日版世嘉土星初始機型 （HST-3200/HST-3210）
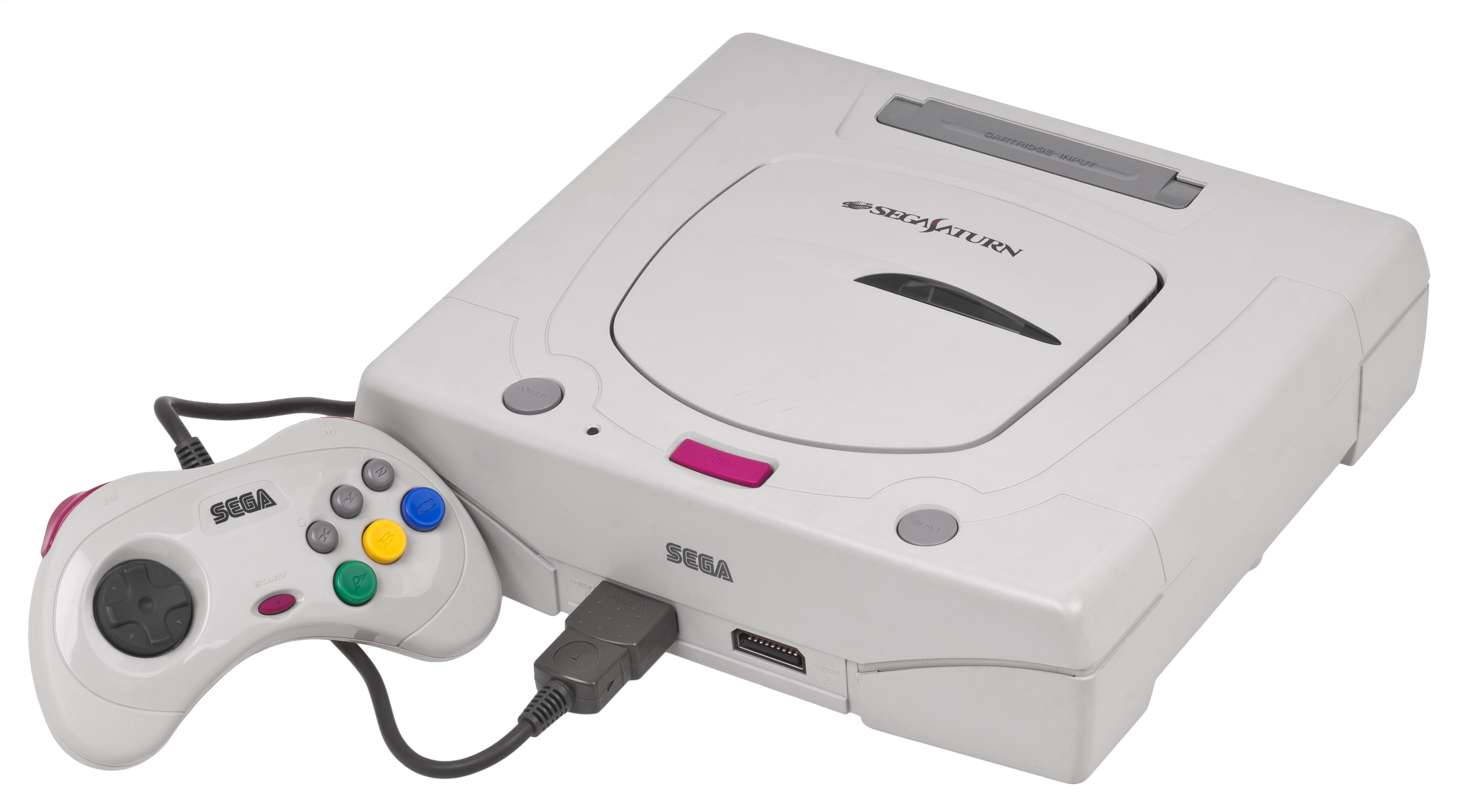
日版世嘉土星後期機型 （HST-3220）
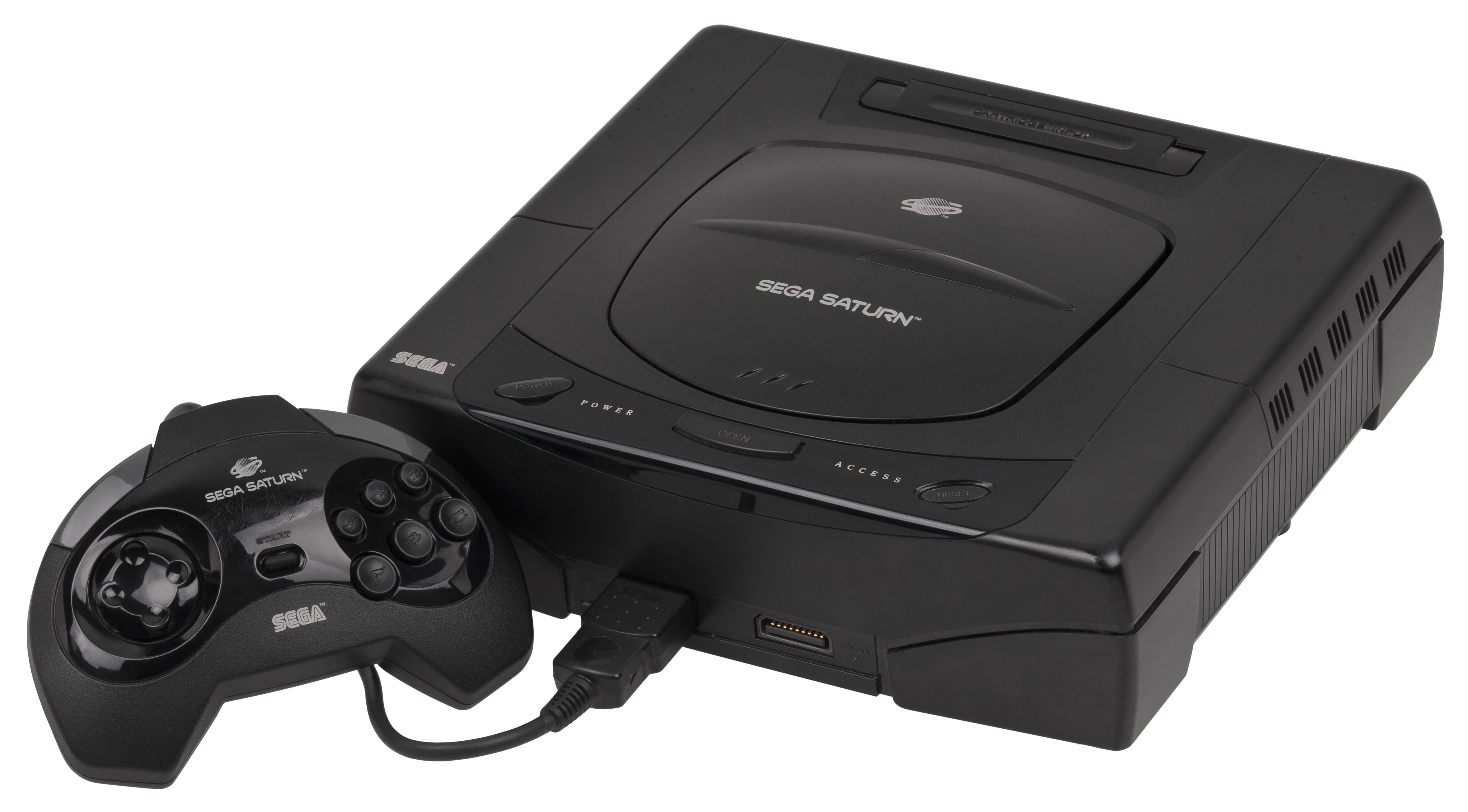
美版世嘉土星初始機型 （MK-80000）
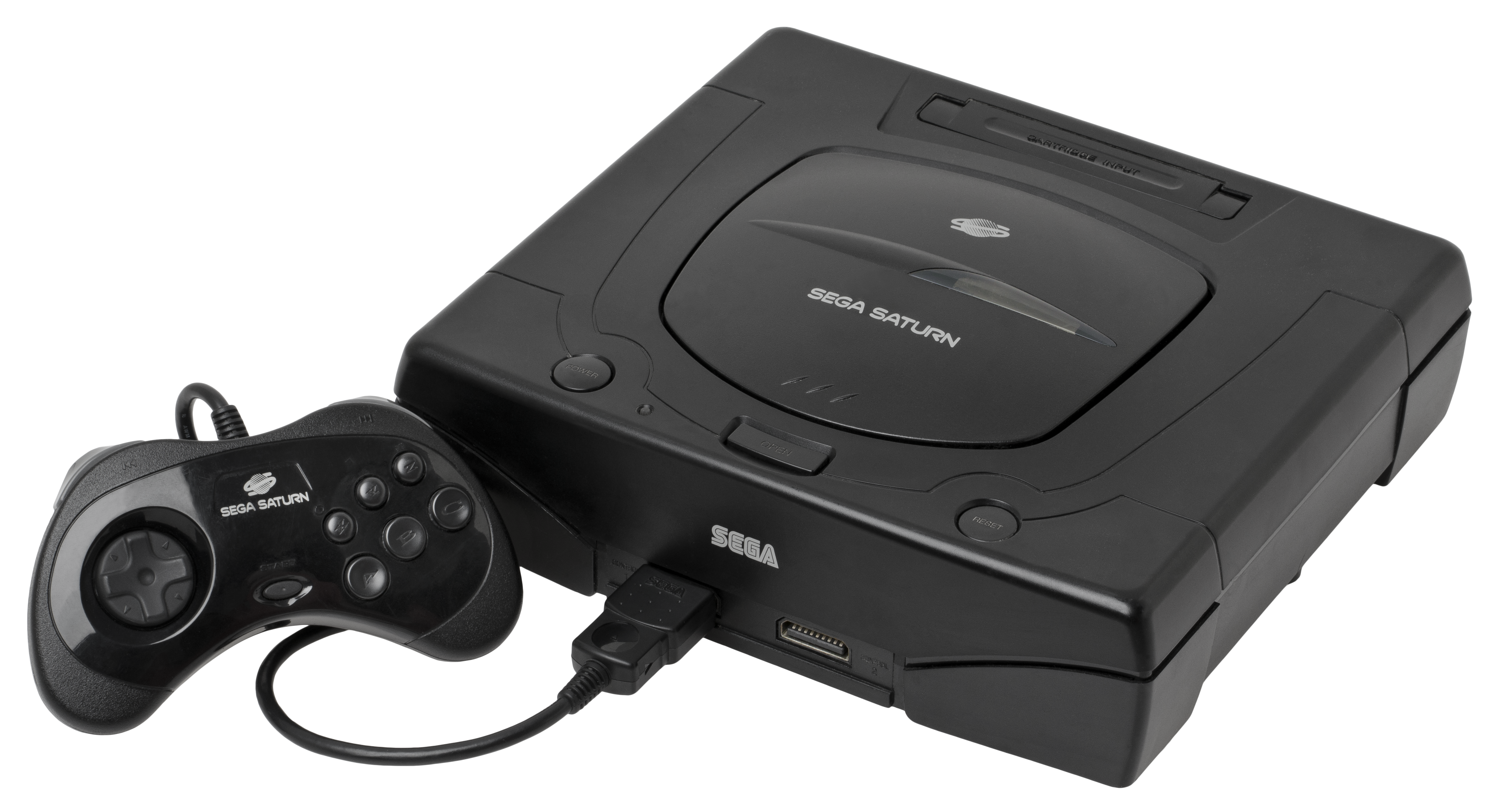
美版世嘉土星後期機型 （MK-80000A）

世嘉土星在其生命週期中，曾進行多次改版，世嘉也多次授權第三方廠商發行客製化版本。此外，北美版本的世嘉土星也與日本原版有著些許差異。
初版世嘉土星（HST-3200）於1994年11月22日發售，售價為44800日圓；外殼為灰色，其主要辨識特徵為主機前部的左側有一個圓形的通氣口。1995年，世嘉將世嘉土星的結構進行細微調整後重新推出（HST-3210），售價也降至34800日圓。與初代機型最大的不同是通氣口減少、電源和讀取指示燈只剩一個LED燈等。在與PlayStation的競爭愈趨下風之後，世嘉土星再度改版，將兩個中央處理器合併於同一芯片上以節省成本，外殼也改為較廉價的白色，並於1996年3月，以初代機型售價近二分之一的20000日圓發售（HST-3220）。由於對硬體規格進行了大幅縮減，新版世嘉土星失去了對部分硬體要求較高遊戲的相容性。同時，世嘉也授權部分第三方廠商發行客製化版本，包括勝利推出的「V土星」（Ｖサターン，RG-JX1/RG-JX2），日立推出的「Hi土星」（ハイサターン，MMP-1/MMP-1-1/MMP-1-2/MMP-11）與專為車用導航系統製造的「遊戲&導航 Hi土星」（ゲーム＆カーナビ ハイサターン，MMP-1000NV），以及三星推出的「三星土星」（삼성새턴，SPC-SATURN/SPC-SATURN II）等。
初代北美版本的世嘉土星（MK-80000，與日版HST-3200/HST-3210機型硬體架構相同）於1995年5月11日發售，售價為399美元（隨後降價至299美元）；整體外型延續了前代家用遊戲機SEGA Genesis的設計風格，外殼為純黑色，識別標誌也與日版有所差異，並搭配了專為北美玩家設計的控制器。在日版世嘉土星改版後，美版隨後跟進，於1995年6月發售更新版本（MK-80000A，與日版HST-3220機型硬體架構相同），售價也降為199美元；雖然內部結構大致和日版世嘉土星相同，不過整體外型改動較日版少；搭配的控制器則改為與日版相同形狀，但外觀顏色仍為黑色。

### 配件

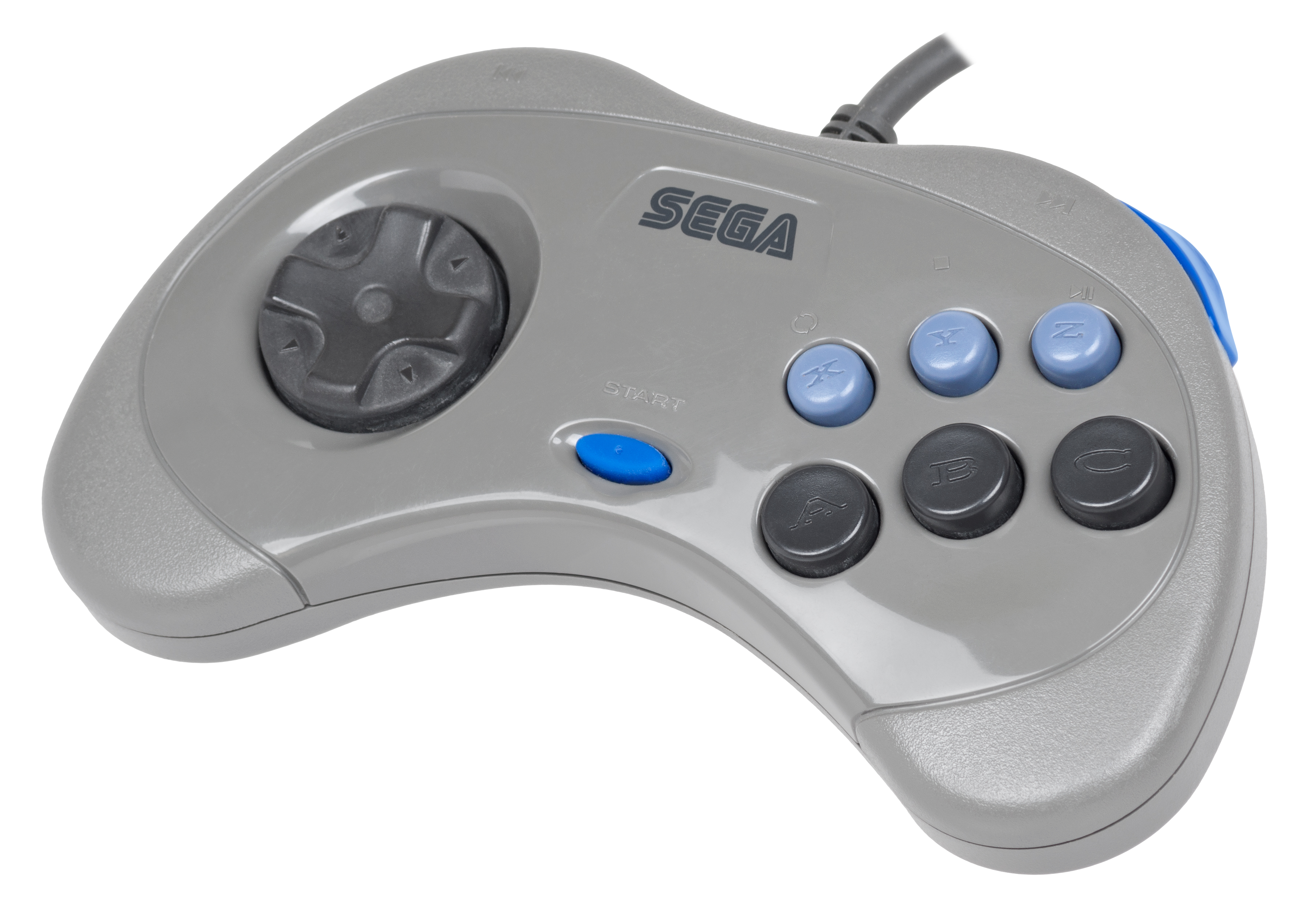
日版世嘉土星控制器 （HSS-0101）
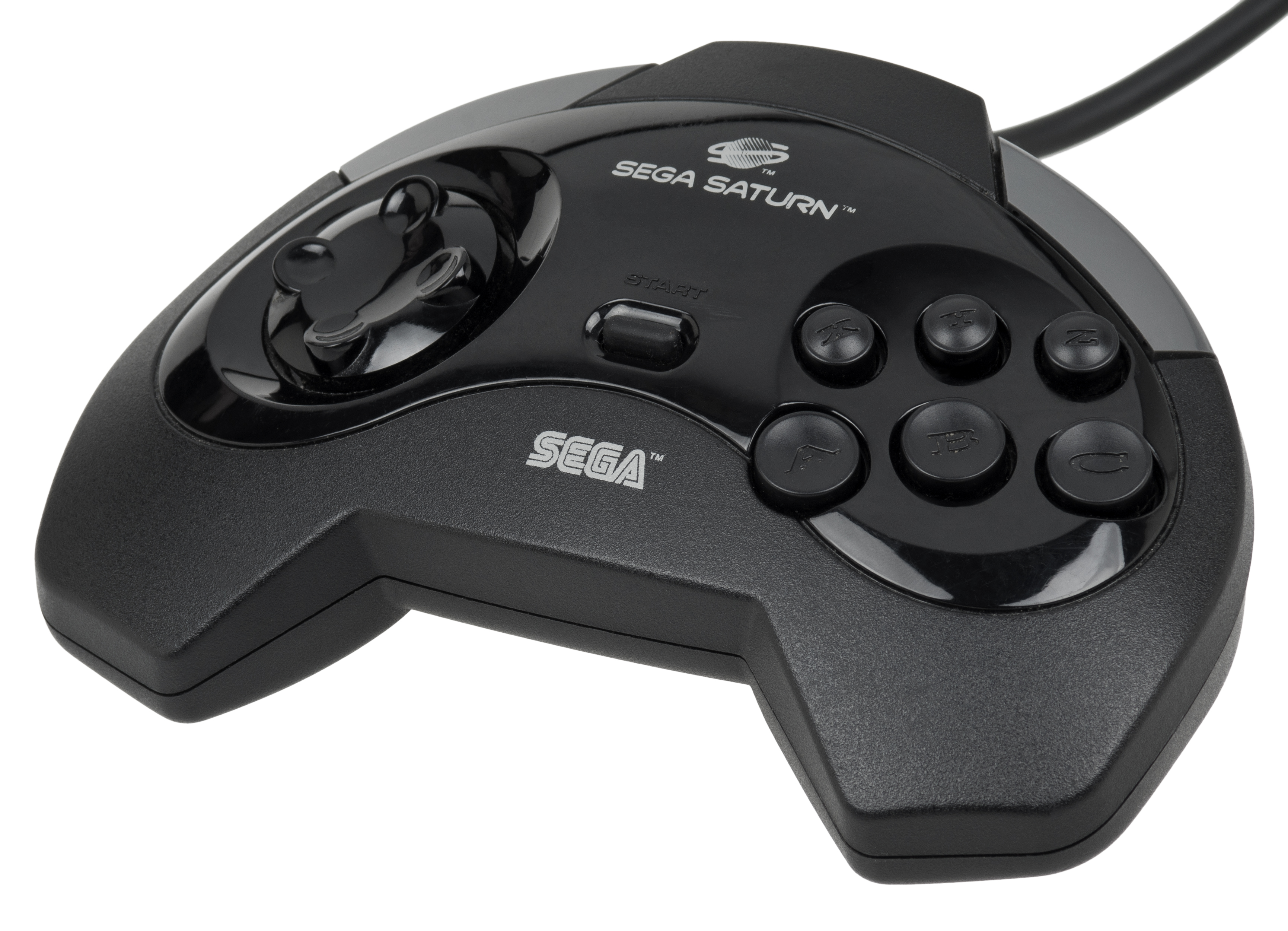
美版世嘉土星控制器 （MK-80100）
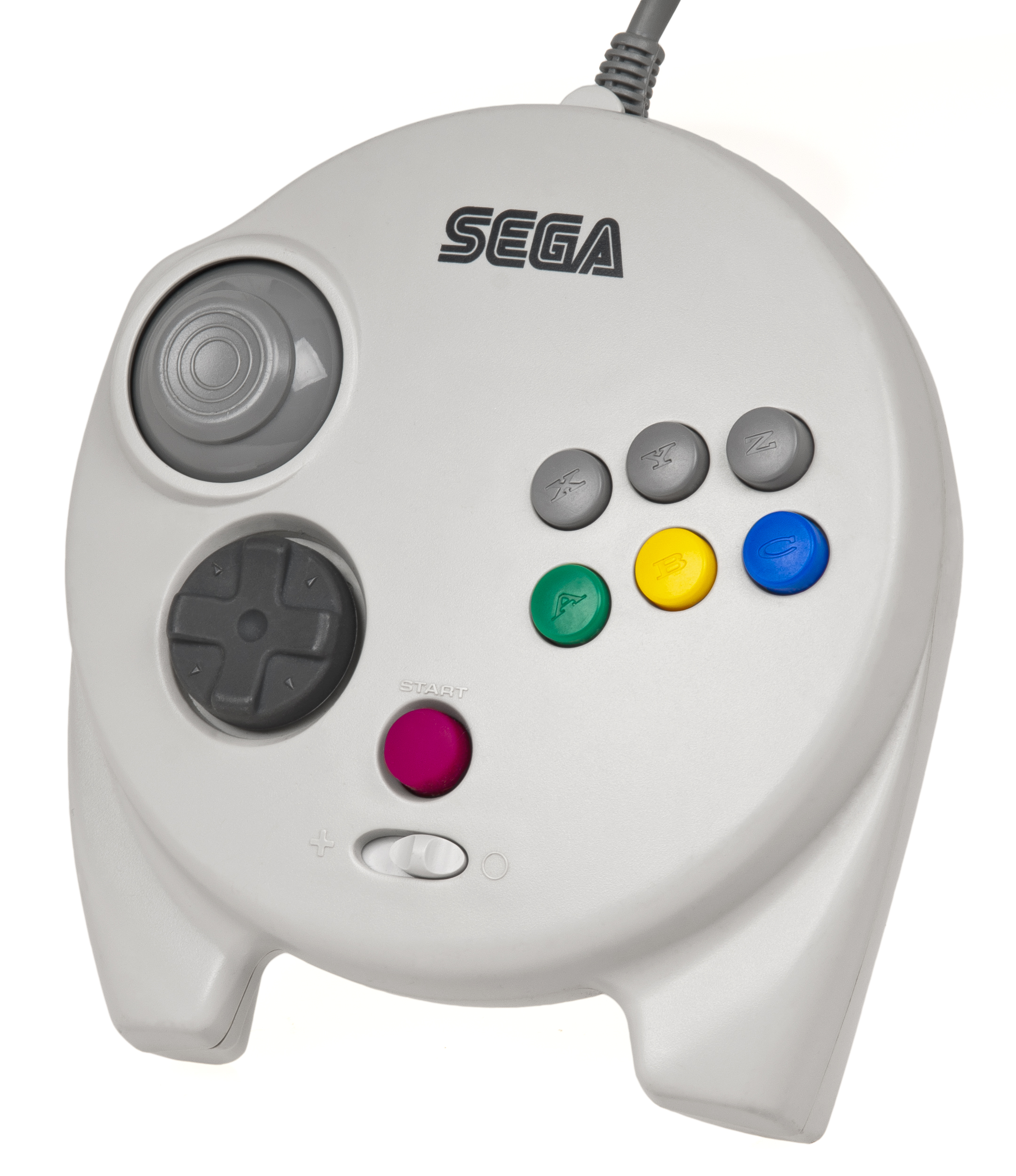
日版世嘉土星3D控制器 （HSS-0103）
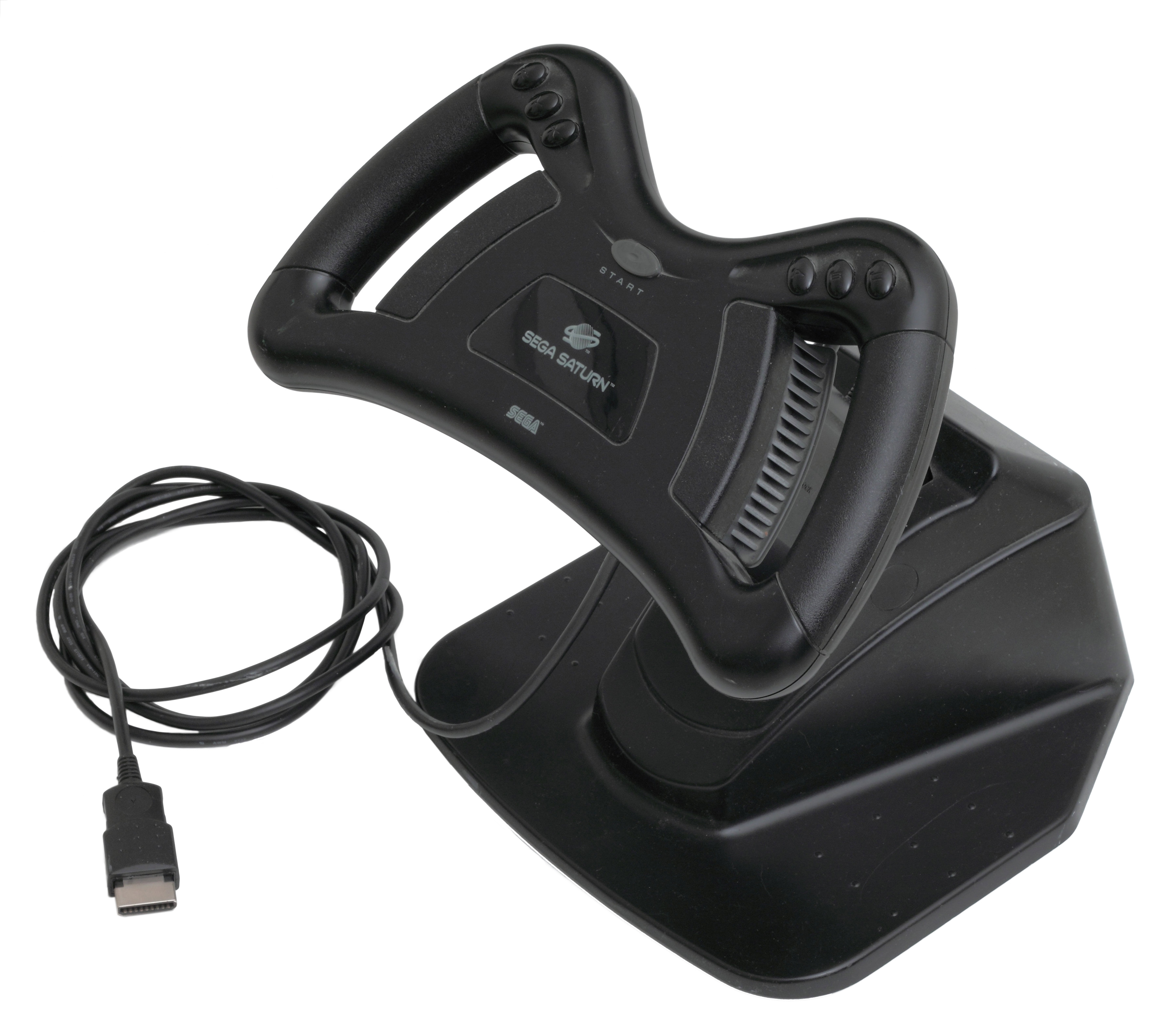
美版世嘉土星方向盤控制器 （MK-80107）
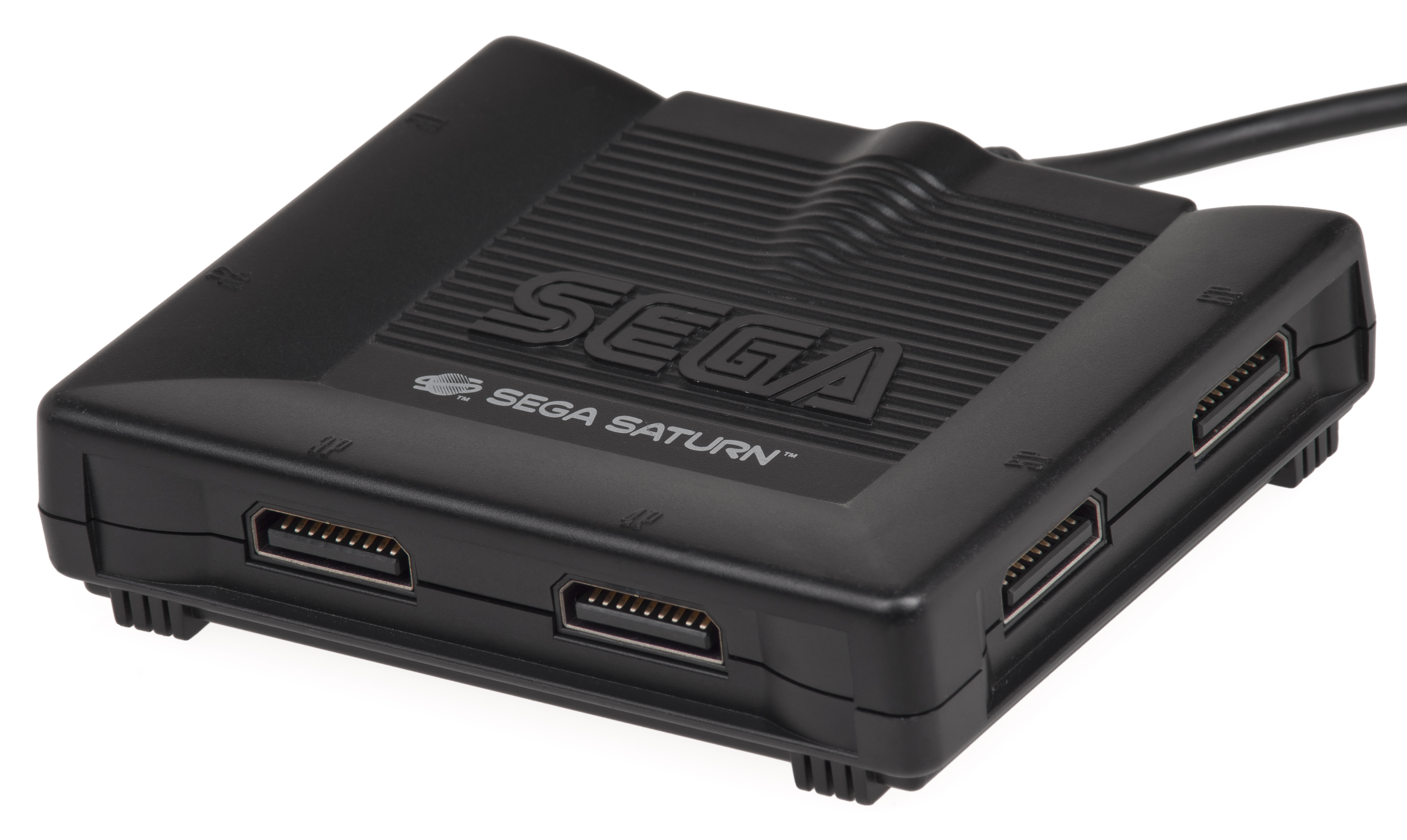
美版世嘉土星控制器擴充座 （MK-80102）
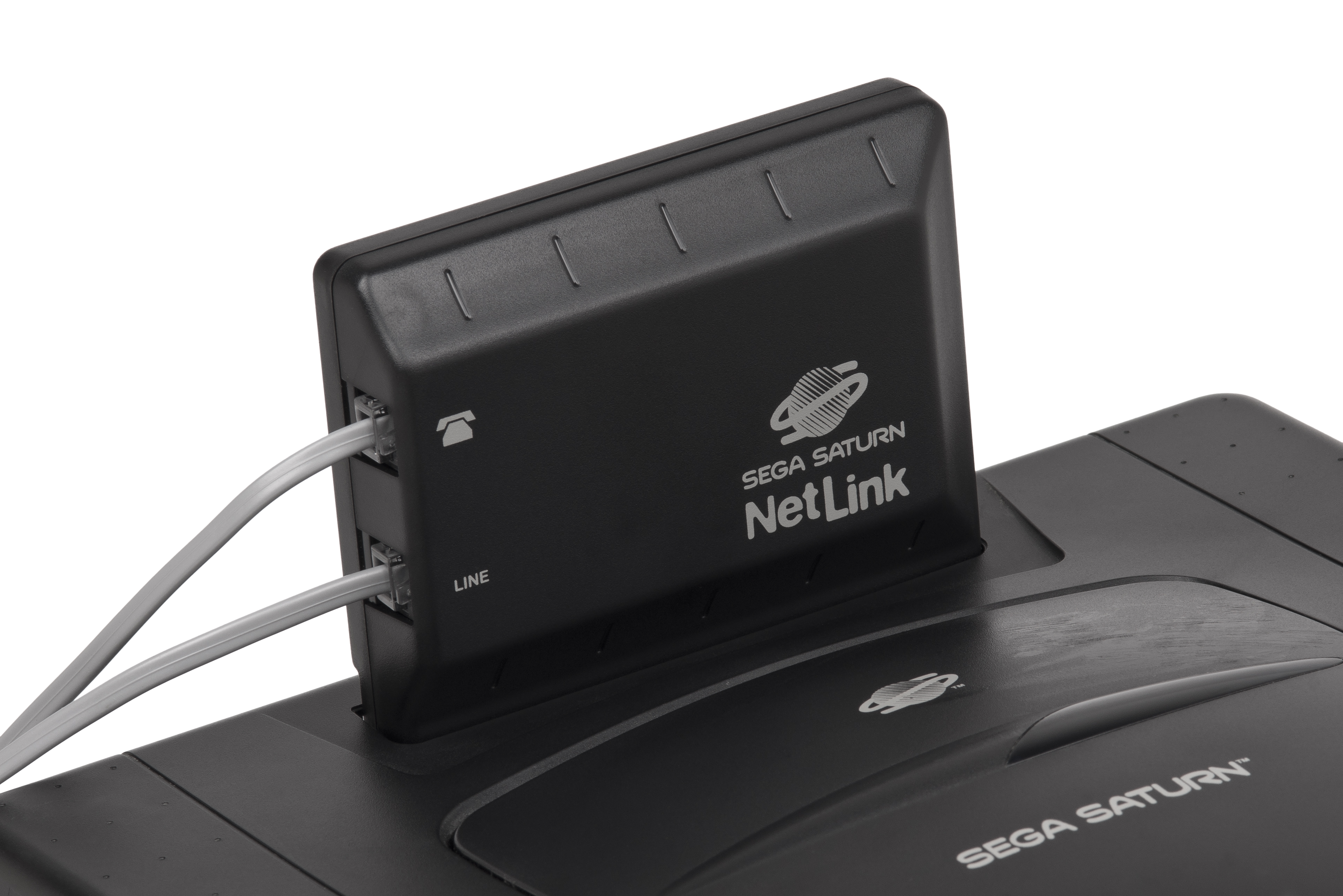
美版SEGA Net Link數據機 （MK-80118）

世嘉土星隨附的控制器之整體設計延續自前代家用遊戲機Mega Drive/SEGA Genesis的6鍵控制器，並改善十字鍵構造及控制器握感，獲譽為「最適合用以遊玩2D格鬥遊戲的控制器」，在世嘉土星停產後還曾多次推出復刻版；此外，因應玩家需求，也研發了以紅外線與主機連線的無線版本。初代美版世嘉土星於1995年推出時，曾特別搭配了針對北美玩家的控制器，形狀與日版控制器有些許不同；不過在世嘉土星改版後，搭配的控制器也改為與日版相同形狀。後來為抗衡任天堂推出的任天堂64，在《飛天幽夢》發售後，世嘉也隨之推出附有類比搖桿的3D控制器；另外，還曾為不同種類的街機遊戲推出「街機專業控制器」（バーチャスティック，HSS-0104/HSS-0136）、「模擬飛行用控制器」（ミッションスティック，HSS-0114）、「雙搖桿控制器」（ツインスティック，HSS-0154）及「方向盤控制器」（レーシングコントローラ，HSS-0115/HSS-0141）等。因應多人對戰遊戲如《土星轟炸超人》，世嘉還推出了「6孔控制器擴充座」（マルチターミナル６，HSS-0103），並可同時使用兩個擴充座，使得同時遊玩人數增加到最多12人。
與前代家用遊戲機Mega Drive/SEGA Genesis的SEGA Channel相同，世嘉也為世嘉土星提供了線上遊戲服務SEGANet。SEGANet透過使用卡帶擴充槽的數據機SEGA Net Link經撥接網路提供線上遊戲、閱讀電子郵件及瀏覽網路等服務。由於SEGANet在官方鍵盤配件（セガサターンキーボード，HSS-0129/HSS-0159）發售前即上線，因此世嘉在SEGA Net Link的服務套件中附贈了內建上百個網址的光碟作為快捷連結，以供沒有鍵盤的使用者使用。在世嘉土星快速地退出了家用遊戲機市場的情況之下，SEGA Net Link配件僅支援《Daytona USA》、《世嘉冠軍拉力賽車》、《毀滅公爵3D》、《土星轟炸超人》及《電腦戰機》等五款遊戲。世嘉甚至一度計畫開發內建數據機的世嘉土星機型，代號「世嘉冥王星」（SEGA Pluto），後因為世嘉土星生命週期過短而放棄研發。

## 遊戲陣容
大多數世嘉土星的遊戲陣容皆為世嘉自家街機遊戲的移植版本，包括《Daytona USA》、《世嘉冠軍拉力賽車》、《電腦戰機》、《死亡之屋》、《東京番外地》、《VR戰警》系列及《VR快打》系列等；卡普空也為世嘉土星移植了許多格鬥遊戲，包括《快打旋風ZERO 3》、《漫威超級英雄大戰快打旋風》及《魔域幽靈3》等，皆以其完整的原作還原度而聞名。另外，世嘉土星也有許多優質的獨佔遊戲，包括《聖龍戰記》、《守護者列傳》、《飛天幽夢》、《光明與黑暗III》、《飛龍騎士RPG》及《飛龍騎士》系列等；部分PlayStation遊戲如《惡魔城X 月下夜想曲》、《惡靈古堡》及《磁浮飛車2097》等也有移植至世嘉土星，不過品質良莠不齊。由Lobotomy Software開發的3D遊戲《PowerSlave》有效的將世嘉土星的3D運算能力運用至極，以致於連世嘉官方也請求他們協助開發《毀滅公爵3D》及《雷神之鎚》的世嘉土星移植版本；在知名體育遊戲開發商藝電倒戈至PlayStation陣營，加上世嘉本家為世嘉土星開發的體育遊戲並不多的情況之下，世嘉土星在體育遊戲陣容方面一直是大幅落後於PlayStation陣營的，不過還是有《棒球世界大賽》及《世嘉世界足球》系列等優質作品。除此之外，由於平臺開放的電子遊戲分級中曾出現在家用遊戲機業界中極為罕見的「X指定」分級（相當於現今的CERO Z分級，於1996年廢止並改制為「18歲以上推獎」分級，相當於現今的CERO D分級），因此世嘉土星上也出現了一些其他電子遊戲機平臺上很難看到的美少女遊戲以及成人遊戲，如《野野村醫院》及《超級真實麻將PV》等。據世嘉官方統計，官方授權的世嘉土星遊戲陣容約600款，是任天堂64遊戲陣容的2倍之多。
由於《音速小子X-Treme》於1997年初中止開發的關係，導致世嘉土星上沒有任何獨佔的《音速小子》系列遊戲，不過仍有如《音速小子R》、《音速小子3D》及《音速小子嘉年華》等衍生遊戲及合輯發行。世嘉企圖以全新3D遊戲《Bug！》填補空缺，不過遊戲評價兩極。此外，由世嘉開發團隊Sonic Team推出的《飛天幽夢》被視為是世嘉土星上最引人注目的3D遊戲之一；雖然不像任天堂的《超級瑪利歐64》一樣屬於全3D環境，但《飛天幽夢》以其不受拘束的角色移動方式及獨特的操作系统，向業界展示了類比搖桿及3D遊戲的潛力；另外一款由Sonic Team於世嘉土星生命週期後期推出的3D動作遊戲《烈火英豪》，則以其純熟的硬體半透明色運算技術運用而聞名。
在美國世嘉的戰略規劃限制之下，有許多於日本聞名或銷量極佳的遊戲（如《櫻花大戰》系列等）皆從未在海外獲翻譯或發行；其他如《冒險奇譚》、《露娜 銀河之星物語》及《生死格鬥》等遊戲雖然最初有發行在世嘉土星上，但是在日本以外地區卻只有PlayStation版本獲得翻譯。許多優質的遊戲因此而被埋沒，例如於1998年1月於日本首發的《飛龍騎士RPG》雖然被稱為世嘉土星上最優秀的角色扮演遊戲，卻在世嘉土星的衰頹及美國世嘉的戰略規劃限制之下無法在海外大量發行，後來輿論甚至稱此舉為「（世嘉土星）恥辱的終沒」（"ignominious send-off"）；在《光明與黑暗III》三部作品中，也只有一款遊戲在海外獲得翻譯並成功發行。同時，世嘉也因低估了許多前代主機Mega Drive/SEGA Genesis平臺遊戲作品的角色版權潛力而受到抨擊，其中又以《武士道之王》系列第三作的開發爭議最大。
由於世嘉土星快速地退出了家用遊戲機市場，加上世嘉土星本身的硬體機能限制，導致《音速小子大冒險》、《莎木》、《VR快打3》及《惡靈古堡2》等知名遊戲的預定發行平臺最後皆轉移至世嘉土星的後繼主機Dreamcast，甚至直接付諸流水。

## 評價與影響
日本電子遊戲雜誌《Famicom通訊》（現《Fami通》）給世嘉土星打出了24分（滿分40分）的分數，優於PlayStation的19分。1995年6月，《芝加哥論壇報》與《娛樂週刊》皆評價世嘉土星為當時市面上最強大的家用遊戲機，前者讚譽其光碟機的效能及音效表現，後者則稱《飛龍騎士》「戲劇張力十足、史詩級刺激」，並解析了世嘉土星「足以改變產業生態」的硬體機能。1995年12月，《Next Generation》給予世嘉土星三顆半星（滿分五顆星）的成績，認為世嘉的市場行銷策略及堅實的街機遊戲陣容基礎將為世嘉土星帶來優勢，不過同時也批評主機過於複雜的硬體架構。《電子遊戲月刊》的四位評論者於1996年12月出版的消費者購買指南中分別給出8、6、7及8分（滿分10分）的成績，低於PlayStation的9、10、10及9分；至1998年時開始出現以貧乏、素質不穩定的遊戲陣容批評世嘉土星的評論。評論者克里斯平·博耶（Crispin Boyer）表示：「（世嘉）土星是唯一一部能讓我這個月給出正面評價，下個月又給出負面評價的電子遊戲機。」
輿論對世嘉土星的評價褒貶不一，不過對其整體遊戲陣容多抱持正面評價。1UP.com的格雷格·塞瓦特（Greg Sewart）認為：「（世嘉）土星將以史上問題最多，但也是最好的電子遊戲機之一之名留名青史。」IGN於2009年將世嘉土星列為「史上最好的電子遊戲機」名單中的第18名，報導中表示：「儘管（世嘉）土星在市場中無法與索尼和任天堂家用遊戲機競爭，但《飛天幽夢》、《VR快打》系列與《飛龍騎士》系列等獨佔遊戲使其成為玩家最鍾愛的主機平臺之一。」《Edge》並提到：「死忠的支持者將銘記這部為他們帶來《烈火英豪》、《守護者列傳》、《聖龍戰記》和《鐵甲飛龍 RPG》的電子遊戲機。」2015年，《衛報》的基思斯·圖爾特（Keith Stuart）在報導中表示：「（世嘉）土星或許擁有史上最強大的2D射擊遊戲及格鬥遊戲陣容。」《Retro Gamer》的達米安·麥克費蘭（Damien McFerran）表示：「即使（世嘉）土星平臺上的多數遊戲已經於其他平臺發行移植版或續作，但直到今日它仍因為特立獨行的軟硬體設計風格而十分熱門。」IGN的亞當·雷塞爾（Adam Redsell）表示：「世嘉在（世嘉）土星及Dreamcast時代裡那種吊兒啷噹（"devil-may-care"）的開發風格今日在獨立遊戲開發商以外已經很難看到了。」據Necrosoft Games製作人布蘭登·謝菲爾德表示，「（世嘉）土星是那些由於過於『成人』而無法在其他平臺上發行的遊戲的理想去處（尤其在日本，世嘉土星是唯一允許限制級遊戲上架的主機平臺），並進一步推動了業界的發展。」塞瓦特對世嘉土星的第一方遊戲陣容有著極好的評價，並在報導中讚譽了Sonic Team的創造力以及AM2諸多優質的街機移植作品，以及日本地區限定的作品如何造就北美遊戲進口市場的繁榮；IGN的特拉維斯·法赫斯（Travis Fahs）則批評世嘉土星遊戲陣容不足，以及相較於Dreamcast在遊戲陣容的創新程度方面顯得弱勢。
另一方面，輿論多批評世嘉在決策上的諸多錯誤。麥克費蘭抨擊了世嘉在世嘉土星開發期間的商業布局，認為世嘉「對消費者及業界的了解不足」；同時，世嘉土星生命週期後期的主要負責人之一斯托拉爾因主張放棄世嘉土星而遭到批評。據法赫斯表示：「斯托拉爾的決定被很多世嘉的粉絲批評，對他們來說他就像惡魔一般；但是或許暫時重整勢力比傷痕累累的進行下一場戰鬥好上許多，畢竟他的確在Dreamcast開發及先行宣傳期間稱職地完成了工作。」斯托拉爾本人也為此辯護：「我認為（世嘉）土星對公司的害處遠大於益處。我不想打一場不會贏的戰爭。」謝菲爾德認為，世嘉土星採用以四邊形（而非三角形）為基礎的多邊形建構技術間接地使第三方廠商的軟體支援減少許多，但同時也表示「要是世嘉土星成為當代最主流的電子遊戲機的話，或許往後業界的標準規格就不會是三角形多邊形而是四邊形多邊形了。」前Working Designs社長維克多·艾爾蘭（Victor Ireland）則認為世嘉土星是「遊戲業界未來的起始點」，因為其雙中央處理器硬體架構使開發者首次跳脫出單核運算的硬體，開始以多工處理為基礎開發作品。此外，GamesRadar（現GamesRadar+）的賈斯汀·多維爾（Justin Towell）在報導中讚譽了世嘉土星的3D控制器：「（世嘉）土星的3D控制器奠定了往後大多數電子遊戲機控制器皆採用的類比肩鍵以及左搖桿設置；倒是那什麼三柄控制器（"three-pronged controller"，即世嘉土星競爭對手任天堂64附設的控制器外型）設計我近年來可從沒看過有哪家廠商採用呢。」
Gamasutra的道格拉斯·C·佩里（Douglass C. Perry）表示由於世嘉土星在北美地區的突然發售以及伴隨而來的遊戲陣容空窗期，使許多玩家「感覺被世嘉潑了冷水」。塞瓦特以及IGN的列維·布坎南（Levi Buchanan）認為世嘉土星的失敗是世嘉退出電子遊戲機硬體市場的主要因素，但USgamer（Eurogamer支部）的傑里米·帕里許（Jeremy Parish）認為世嘉土星僅僅是世嘉衰敗的症狀而已，真正的根源在於Mega Drive/SEGA Genesis時代過多的配件分散了市場，以及日本世嘉與美國世嘉的惡性競爭等因素。謝菲爾德認為世嘉土星的失敗象徵了日本電子遊戲產業的衰頹：「世嘉自認是無敵的，認為當前的組織結構和地區資源分配能讓她存活下來；然而事實上，讓企業組織更加靈活，並尋求西方世界的協助與配合更有機會解除公司的困境。」斯圖爾特認為世嘉「沒有察覺電子遊戲產業正在進步，意即業界趨勢自傳統的街機遊戲和角色扮演遊戲領域，逐漸轉移至以主機研發社群為基礎，對遊戲結構及遊戲性進行的革新。」Pulp365的評論者馬特·帕德羅基（Matt Paprocki）說道，「（世嘉）土星是一次失敗的嘗試，她凸顯了現實的殘酷，但同時也是一個重要的里程碑。請銘記她帶給了我們什麼。」